# Fusciludia bicuneata
Fusciludia bicuneata är en tvåvingeart som först beskrevs av Hardy 1987.  Fusciludia bicuneata ingår i släktet Fusciludia och familjen borrflugor. Inga underarter finns listade i Catalogue of Life.